# Ritratto di Francesco Albani
Il Ritratto di Francesco Albani è un dipinto su tela datata 1520 di Giovanni Busi detto Cariani conservata alla National Gallery di Londra. Ne esiste una copia datata 1540 conservata a Bergamo in collezione privata dalla famiglia Suardi di misure leggermente più ampie (113x99).

## Storia
Il dipinto raffigura quello che venne identificato come Francesco Albani personaggio di spicco della Bergamo degli inizi del Cinquecento e padre di Giovanni Gerolamo Albani cardinale. Francesco Albani ebbe una storia famigliare complessa, ma per le sue capacità diplomatiche che favorirono i rapporti tra Bergamo e Venezia venne nominato Pater patrie. Sicuramente l'Albani fu tra i committenti del Cariani per la realizzazione degli affreschi a palazzo Roncalli. Eppure non subito venne identificato nel personaggio rappresentato nel dipinto.
Il quadro risulta fosse di proprietà di Luigi Albani fino al 1869, forse ottenuto per eredità, entrando nel 1883 nella collezione di George Salting di Londra che lo cedette con un legato alla National Gallery nel 1910.
Del dipinto ve ne è una copia conservata in collezione Suardi a Bergamo, che venne indicata come l'originale, ma al copista Suardi è sfuggito un particolare di difficile visione ma che rende giustizia al vero originale e al personaggio ritratto come fosse una firma. La mano destra del personaggio poggia su un tappeto verde ed è chiusa a pugno trattenendo il cordoncino che lega lo scollo del mantello e che rende visibile un anello dove sono incise le iniziali F A (Francesco Albani). Questo particolare sfuggito al copista rende il dipinto conservato a Londra come primo e originale, confermandone anche il personaggio ritratto.

## Descrizione
Il dipinto rappresenta un personaggio aulico, imponente nel suo immenso mantello giallo, tanto grande da rendere unica questa raffigurazione dando al pittore una originalità artistica propria e ben definita.
Il personaggio indossa un tricorno nero, alle sue spalle un grande drappo verde dai piegoni scuri, il medesimo verde presente sulla tela che copre il tavolo nella parte inferiore del quadro. Una grande catena d'oro a maglia intrecciata adorna la veste che è pure dorata e damascata con grandi ricami. Sulla parte sinistra del quadro ci presente un paesaggio collinare estivo dal grande cielo illuminato da serene bianche nuvole che ammorbidiscono la scena altrimenti molto austera, l'Albani infatti guarda direttamente il visitatore con lo sguardo severo della carica politica importante che ricopre. Questo rende realistica l'opera, dal Cortesi nel 1980 definita adulazione di una ritrattistica aulica, imponente è infatti l'opera che si avvicina cronologicamente e stilisticamente al Sette ritratti Albani, che ebbero sicuramente la medesima commissione.